# Violet (namn)

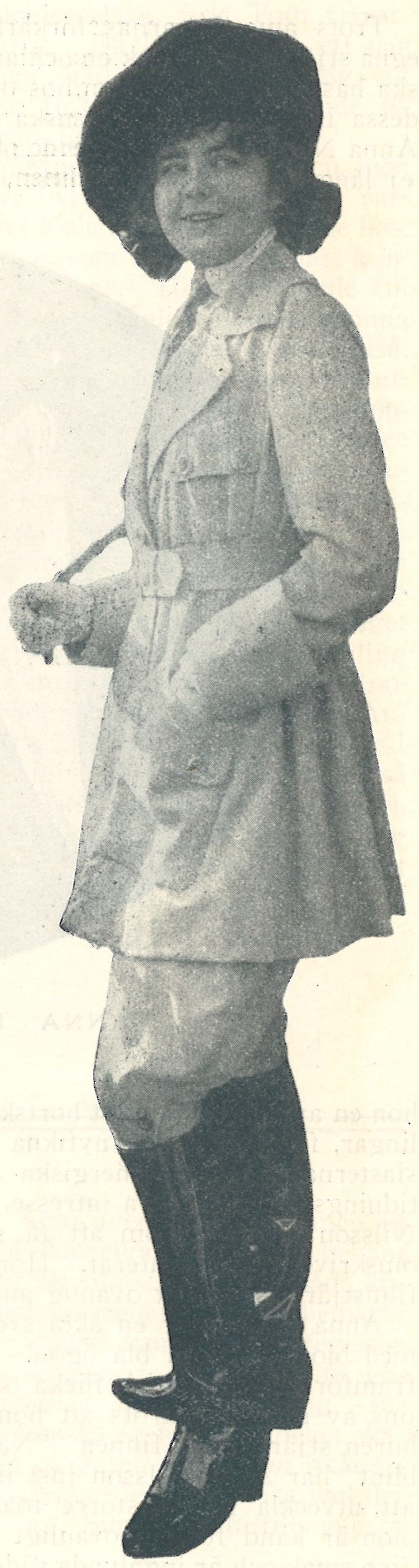
Violet Molitor cirka 1918.

Violet är ett kvinnonamn. Till svenska översätts den engelska ordet violet dels med färgen violett (med betydelsen "violfärgad"), dels med växtnamnet viol. Som förnamn motsvaras det på svenska av Viola, på italienska av Violetta samt på spanska och flera andra språk av Violeta. "-et(t)(a/e)" är en diminutivändelse (till fornfranska viole, från latin viola, "viol").  
Violet är ett mycket ovanligt förnamn i Sverige. Det bars den 31 december 2018 av endast 665 kvinnor, varav 256 har det som tilltalsnamn (första förnamn). Totalt 385 kvinnor har försvenskade stavningar som Vailet, Vajlet, Wailet och Wajlet, varav 127 har namnet som tilltalsnamn (första förnamn). Av dessa alternativa stavningar var Vailet vanligast med 192 bärare (84 som tilltalsnamn).
Violet kan även vara ett franskt efternamn. Det har då annat uttal än det engelska förnamnet.

## Personer med förnamnet Violet (urval)
- Violet Bonham Carter (1887–1969), engelsk politiker
- Violet Brown (1900–2017), jamaicansk kvinna, vid sin död världens äldsta person
- Violet Gibson (1876–1956), irländska, försökte mörda Mussolini 1926
- Violet Jessop (1887–1971), irländsk sjuksköterska, överlevande från Titanickatastrofen
- Violet Molitor (1899–1996), svensk skådespelare
- Violet Olney  (1911–1999), brittisk löpare
- Violet Webb (1915–1999), brittisk löpare

## Personer med efternamnet Violet eller liknande namn
- Eugène Viollet-le-Duc (1814–1879), fransk arkitekt
- Jeanne Violet (1870–1951), fransk författare med pseudonymen Guy Chantepleure
- Lady Violet, artistnamn för Francesca Messina (född 1972), italiensk danceartist